# Chevalia inaequalis
Chevalia inaequalis is een vlokreeftensoort uit de familie van de Chevaliidae. De wetenschappelijke naam van de soort is voor het eerst geldig gepubliceerd in 1913 door Stout.